# Razines
Razines ist eine französische Gemeinde mit 221 Einwohnern (Stand: 1. Januar 2022) im Département Indre-et-Loire in der Region Centre-Val de Loire; sie gehört zum Arrondissement Chinon und zum Kanton Sainte-Maure-de-Touraine. Die Einwohner werden Razinois genannt.

## Geographie
Die Gemeinde Razines liegt etwa 22 Kilometer nordwestlich von Châtellerault an der Veude. Nachbargemeinden von Razines sind Braslou im Norden und Nordosten, Jaulnay im Osten und Süden, Faye-la-Vineuse im Süden und Westen sowie Braye-sous-Faye im Westen und Nordwesten.

## Bevölkerungsentwicklung
| Jahr                       | 1962 | 1968 | 1975 | 1982 | 1990 | 1999 | 2006 | 2013 | 2021 |
| Einwohner                  | 333  | 316  | 254  | 253  | 262  | 246  | 243  | 244  | 225  |
| Quellen: Cassini und INSEE |      |      |      |      |      |      |      |      |      |

## Sehenswürdigkeiten

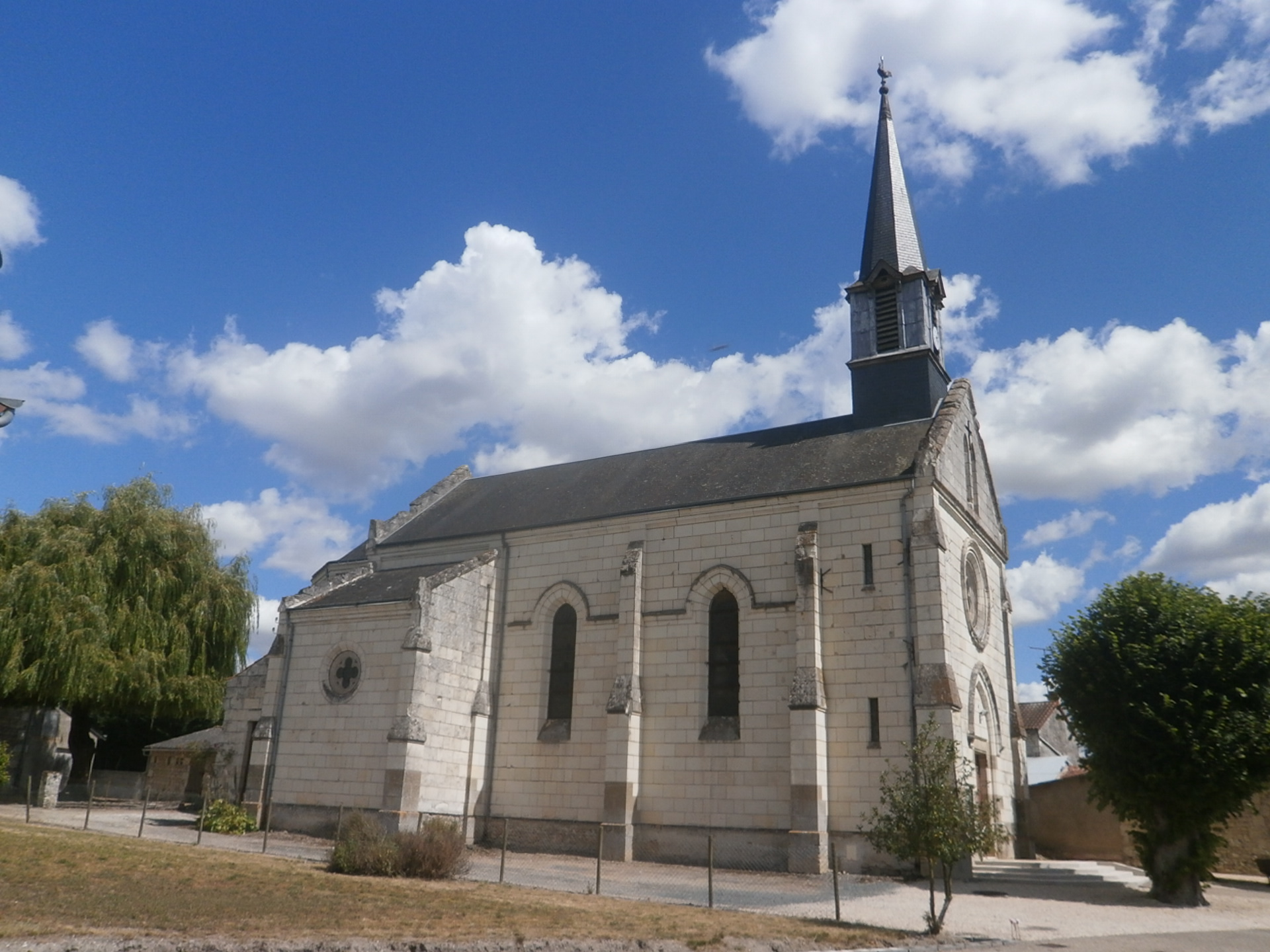
Neue Kirche

- Alte Kirche Notre-Dame
- Neue Kirche Notre-Dame
- Priorat von Saint-Gilles-des-Cols
- Schloss Chargé
- Schloss Le Fougeray